# 阿當馬·查奧爾 (1995年)
阿當馬·查奧爾（英語：Adama Traoré，1995年6月28日—）是馬里的職業足球運動員，司職中場，現效力於英冠球隊赫尔城。

## 外部連結
- Soccerway資料庫：阿當馬·查奧爾
- Adama Traoré – 法國職業足球聯賽数据 – 支持法语（已存档）